# King’s Inns

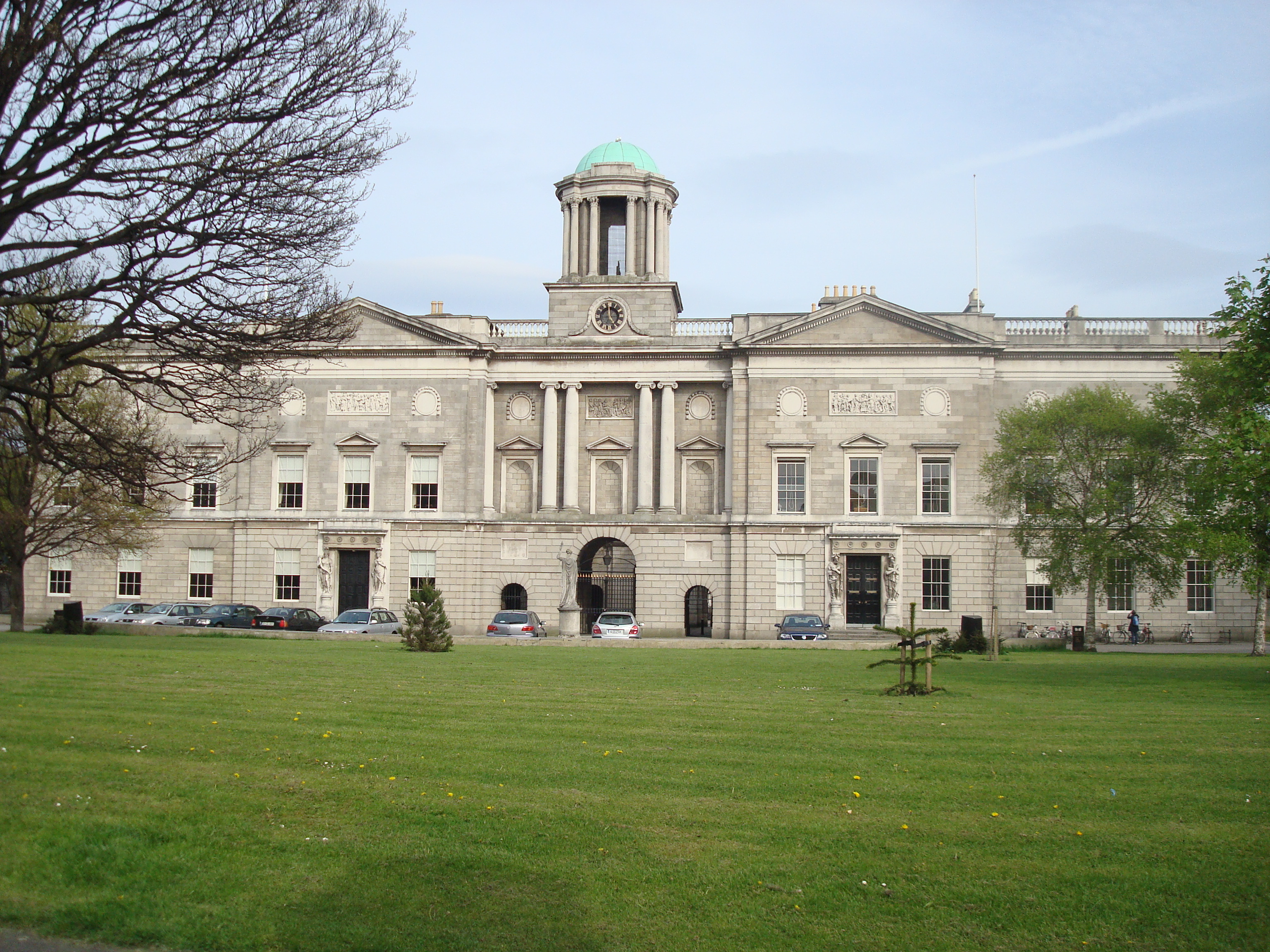
Budynek Honorowego Stowarzyszenia King’s Inns w Dublinie

The King’s Inns właśc. Honorowe Stowarzyszenie King’s Inns (ang. The Honorable Society of King’s Inns, irl. Óstaí an Rí) – instytucja kształcąca i nadzorująca przyznawanie im uprawień zawodowych oraz zrzeszająca prawników w Irlandii.

## Stowarzyszenie
Stowarzyszenie powstało w roku 1541 (tj. 51 lat przed założeniem Trinity College w Dublinie), stając się jednym z najstarszych zawodowych i edukacyjnych stowarzyszeń w Irlandii. Nazwane zostało na cześć króla Henryka VIII i utworzonego przez niego Królestwa Irlandii. Na siedzibę nowo utworzonej instytucji król przeznaczył teren położony na północnym brzegu rzeki Liffey przy Inns Quay. Krótko po założeniu King’s Inns Londyn ustanowił przepis mówiący, że Irlandczycy, którzy chcą praktykować jako prawnicy, muszą ukończyć studia w Londynie; przepis ten pozostał w mocy aż do końca XIX wieku, choć oficjalne kursy prawnicze prowadzone były tutaj od połowy XVIII wieku. Po krótkim czasie nieaktywności działalność wznowiono w roku 1607.
Pod koniec XVIII wieku Stowarzyszenie przyjęło motto, które brzmi: Nolumus mutari – z łac. „nie powinniśmy się zmieniać”.
Kandydaci, którzy ukończyli studia prawnicze mogą złożyć wniosek o rejestrację (ang. Degree of Barrister-at-Law, łac. ad Gradum Advocatum Apud Judices). Natomiast kandydaci bez wykształcenia kierunkowego mogą podjąć studia dyplomowe (ang. Diploma in Legal Studies) na King’s Inns. Po otrzymaniu dyplomu, złożeniu wniosku i przyjęciu do Stowarzyszenia mogą rozpocząć praktykę i używać tytułu prawnika w Irlandii. W roku 2006 Stowarzyszenie kształciło ok. 300 studentów i miało zarejestrowanych ok. 2000 czynnych zawodowo prawników.
Osoby lub zespoły osób stowarzyszonych w King’s Inns wygrywają w ogólnoirlandzkim konkursie krasomówczym – Irish Times National Debating Championship, a roku 2010 wygrali ogólnoeuropejską debatę uniwersytecką – European Universities Debating Championship.
W 2006, w swoim inauguracyjnym roku, tutejszy zespół hurlingu zdobył Fergal Maher Cup, a w kolejnych latach dochodził do finału lub półfinału.

## Biblioteka
Powstanie biblioteki wiąże się z faktem zakupienia (za 700 ówczesnych funtów) książek o tematyce prawniczej ze zbiorów Justice'a Robinsona, po jego śmierci w roku 1787.
Copyright Act z roku 1710 zobowiązywał wydawców do przekazywania tzw. egzemplarza obowiązkowego każdej wydanej książki do określonych uniwersyteckich bibliotek w Anglii i Szkocji. Król Jerzy III, kolejnym aktem z roku 1801, poszerzył listę bibliotek o dwie dublińskie uczelnie Trinity College i King’s Inns, ale już w 1836 roku obowiązek ten usunięto.
W 1972 roku problemy finansowe zmusiły Stowarzyszenie do sprzedaży pewnej ilości wartościowych, choć nie związanych z tematyką prawniczą, książek ze swoich zbiorów. Książki zostały sprzedane na londyńskiej aukcji domu aukcyjnego Sotheby’s; znaczna ich część nabywcom spoza Irlandii, co odebrane zostało jako strata historycznego i kulturowego dziedzictwa, co wywołało szereg kontrowersji i głosów krytyki. Zwłaszcza, że biblioteka otrzymywała od 1945 roku coroczną dotację ministra skarbu (ang. Irish Exchequer) na utrzymanie biblioteki i zakup książek.
Dzisiaj biblioteka posiada ponad 110 000 woluminów, z czego połowa dotyczy tematyki prawniczej a pozostała część to dzieła różne, nie związane bezpośrednio z prawem.

## Budynek

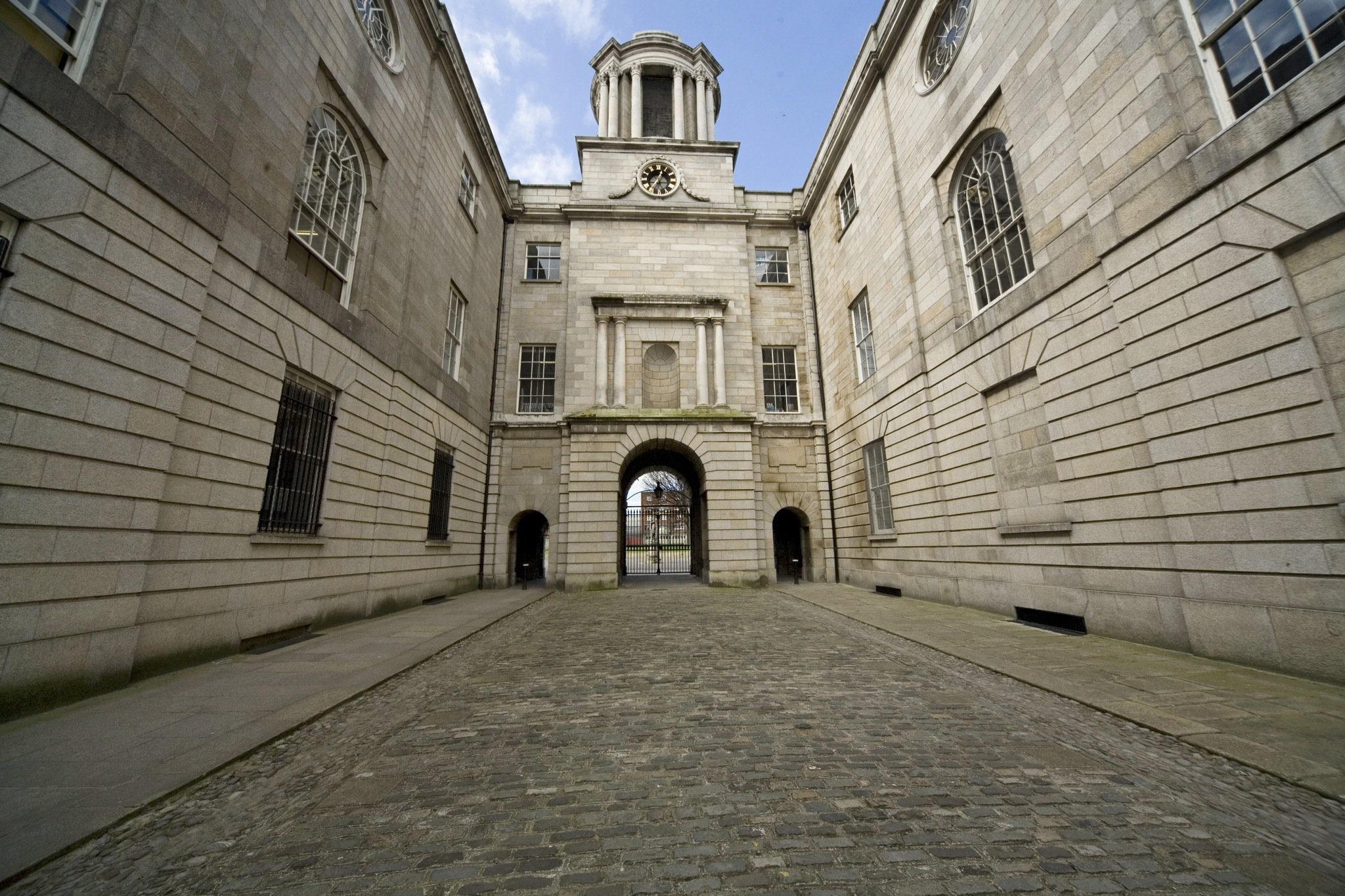
Dziedziniec od strony Henrietta Street

W roku 1790 część terenu leżącego bezpośrednio przy rzece sprzedano pod budowę budynku sądu Four Courts. Projekt nowej siedziby budynku przy Constitution Hill architekt James Gandon rozpoczął w roku 1785. Kamień węgielny położony został 1 sierpnia 1800 roku przez Johna FitzGibbona, lorda Chancellor i 1. earla Clare. Cztery lata później bryła budynku była niemal gotowa. Budowa do roku 1806 prowadzona była pod nadzorem ucznia Gandona Henry’ego Aarona Bakera. A później Francisa Johnstona aż do roku 1821; w tym czasie zamieniono nieukończoną bibliotekę na archiwum, ukończono kopułę według pierwotnego projektu Gandona i wybudowano wejście od strony Henrietta Street.
W 1825 roku posłowie przeznaczyli 1000 funtów na budowę nowego budynku biblioteki. Neoklasycystyczny (nawiązujący do sztuki antycznej Grecji) budynek biblioteki z czytelnią przy Henrietta Street powstał w latach 1826–1832 według projektu Fredericka Darleya. W roku 1892 do biblioteki od strony północno-zachodniej rozbudowano o kolejne pomieszczenia.

## Znane osoby związane z King’s Inns
- Theobald Wolfe Tone (1763–1798) – irlandzki bohater narodowy, przywódca powstania w 1798
- Daniel O’Connell (1775–1847) – irlandzki polityk i przywódca narodowy
- Edward Carson (1854–1935) – brytyjski prawnik i polityk
- Patrick Pearse (1879–1916) – irlandzki nauczyciel, adwokat, poeta i polityk, przywódca powstania wielkanocnego w 1916 roku
- John A. Costello (1891–1976) – irlandzki polityk, były irlandzki premier
- Jack Lynch (1917–1999) – polityk, były irlandzki premier
- Liam Cosgrave (ur. 1920) – polityk, były irlandzki premier
- Charles Haughey (1925–2006) – irlandzki polityk, członek Fianna Fáil
- Henry Grattan (1746–1820) – irlandzki polityk